# Paragomphus madegassus
Paragomphus madegassus là loài chuồn chuồn trong họ Gomphidae. Loài này được Karsch mô tả khoa học đầu tiên năm 1890.